# Horticultura

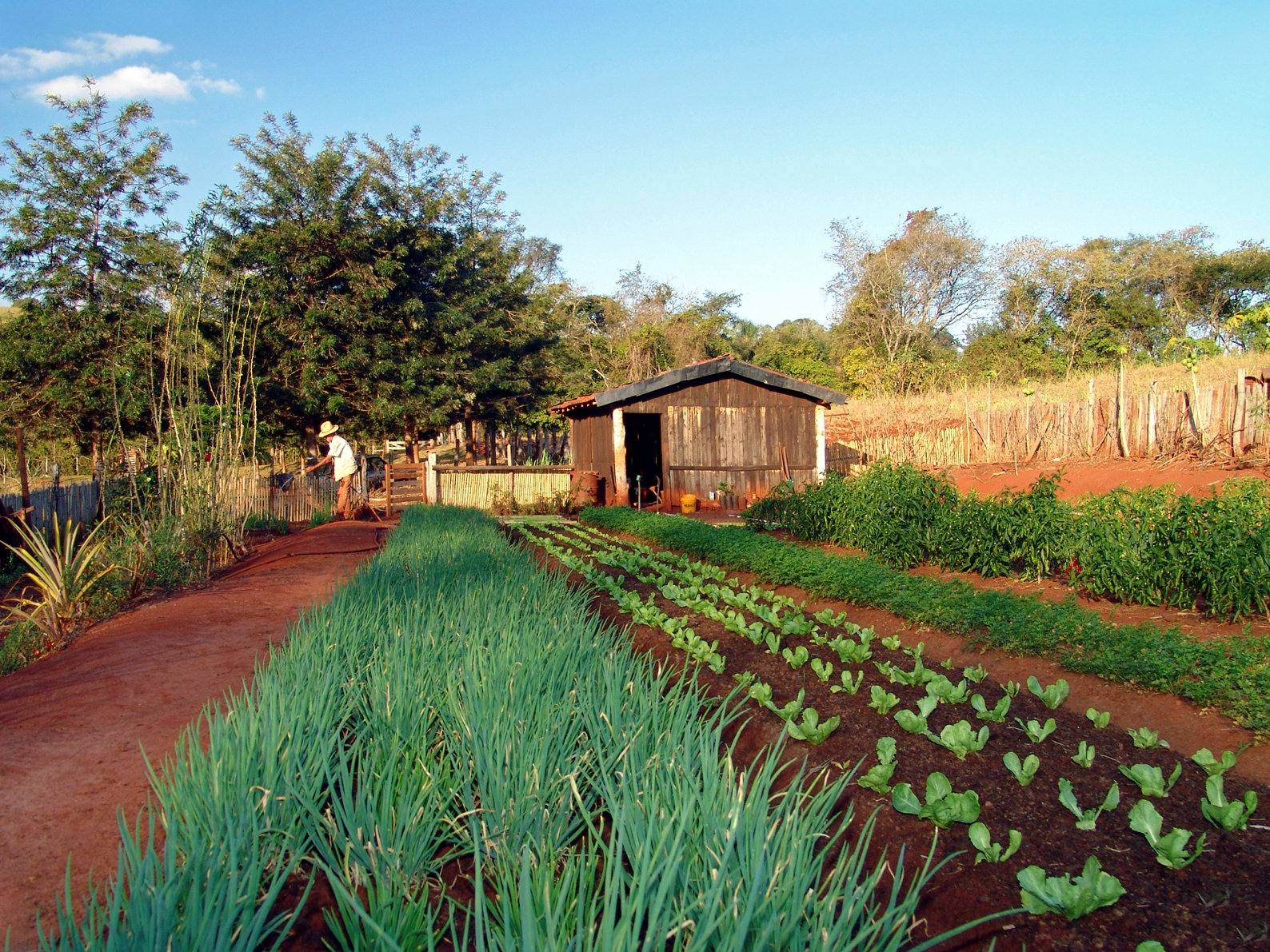
Horta em pequena propriedade rural em Avaré

A horticultura é o ramo da agricultura que estuda as técnicas de produção e aproveitamento dos frutos, hortaliças, árvores, arbustos e flores. Inclui também a jardinagem.
Abrange subdisciplinas como:
- Fruticultura - que estuda a produção de fruteiras;
- Floricultura - que estuda a produção de flores ornamentais ou de uso terapêutico;
- Olericultura - que estuda a produção de hortaliças;
- Silvicultura - que estuda a produção de árvores para diversos fins;
- Paisagismo - que planeja os desenhos, zoneamento, e dinâmica em parques e jardins.

Algumas destas subdisciplinas ainda se subdividem em especialidades, como a citricultura, que estuda a produção de citrinos ou a viticultura, virada para a vinha.